# (20148) Carducci
(20148) Carducci est un astéroïde de la ceinture principale découvert en 1996.

## Description
(20148) Carducci a été découvert le 4 octobre 1996 à l'observatoire astronomique de Farra d'Isonzo, situé dans la commune de Farra d'Isonzo, dans la province de Gorizia (Frioul-Vénétie Julienne), en Italie, par l'Observatoire astronomique de Farra d'Isonzo.

### Caractéristiques orbitales
L'orbite de cet astéroïde est caractérisée par un demi-grand axe de 2,36 UA, un périhélie de 2,05 UA, une excentricité de 0,13 et une inclinaison de 7,02° par rapport à l'écliptique. Du fait de ces caractéristiques, à savoir un demi-grand axe compris entre 2 et 3,2 UA et un périhélie supérieur à 1,666 UA, il est classé, selon la JPL Small-Body Database, comme objet de la ceinture principale.

### Caractéristiques physiques
(20148) Carducci a une magnitude absolue (H) de 15,1 et un albédo estimé à 0,128.

### Liens
- Ressources relatives à l'astronomie :   - Centre des planètes mineures
  - JPL Small-Body Database